# Савка (Пейпсіяере)
Са́вка (ест. Savka küla) — село в Естонії, у волості Пейпсіяере повіту Тартумаа.

## Населення
Чисельність населення на 31 грудня 2011 року становила 11 осіб.